# Спецано (Ријети)
Спецано је насеље у Италији у округу Ријети, региону Лацио.
Према процени из 2011. у насељу је живело 49 становника. Насеље се налази на надморској висини од 266 м.